# Harcos Katalin
Harcos Katalin (Budapest, 1956. március 11. –) magyar költő.
Verseit 2001 óta publikálja. Több díjat nyert, melyek közül legkiemelkedőbb a Bánkúti Miklós-díj. 24 antológiában jelentek meg a versei. 2007. júniusa óta tagja az Író Kilencek Élő Magyar Írók és Költők Nemzetközi Körének.
Önálló kötete Egyre feléd címmel 2013 januárban került a könyvesboltokba.
Esztergom mellett egy kis faluban él, két lánya van: Rita és Noémi.